# 吲哚酚
吲哚酚是一种含氮物质，其分子式为：C8H7NO。  吲哚酚与羟吲哚的烯醇式互為位置異構物，吲哚酚在常溫常壓下為油状液体。
吲哚酚可由一种稱為靛苷的糖苷萃取得來。靛苷可水解产生β-D-葡萄糖和吲哚酚。
靛蓝染料是吲哚酚与温和氧化剂（如大氣中氧氣）反应的产物。
吲哚酚可以在尿液中找到，并可用奧伯梅爾氏試劑滴定其濃度。 奧伯梅爾氏試劑是含氯化鐵(III)的稀盐酸溶液。